# Walter Isaacson
Walter Isaacson (Nueva Orleans, 20 de mayo de 1952) es un periodista, escritor y biógrafo estadounidense.

## Biografía
Oriundo de Nueva Orleans, Isaacson obtuvo su B.A. en historia y literatura en la Universidad Harvard en 1974. Posteriormente fue usufructuario de una beca Rhodes en el Pembroke College de la Universidad de Oxford.
Comenzó su carrera periodística en el Sunday Times de Londres. Posteriormente fue presidente y CEO de la CNN y editor gerente de Time Magazine. 
Ocupó también cargos públicos: en 2005, en su estado natal trabajó en la Louisiana Recovery Authority, a cargo de la recuperación tras el desastre del huracán Katrina. Dos años después integró el comité de amistad EE. UU. - Palestina. Hillary Clinton lo nombró vicepresidente de Partners for a New Beginning, en procura de lograr asociaciones público-privadas en el mundo musulmán. También copreside la mesa de diálogo EE. UU. - Vietnam. En 2009, Obama lo nombró presidente del Broadcasting Board of Governors, que administra La Voz de América, Radio Europa Libre y otras radioemisoras internacionales.
En la actualidad es presidente y CEO del Aspen Institute, un centro de estudios políticos y educativos en Washington D. C. 
Ha escrito las biografías de Leonardo Da Vinci, Henry Kissinger, Benjamin Franklin, Albert Einstein, Steve Jobs y Elon Musk. En 2012 fue seleccionado para integrar la lista Time 100 de las personas más influyentes del mundo.

## Obras
- The Wise Men: Six Friends and the World They Made (1986) – co-authored with Evan Thomas
- Kissinger: A Biography (1992)
- Benjamin Franklin: An American Life (2003)
- Einstein: His Life and Universe (2007)[6]
- American Sketches (2009)
- Steve Jobs (2011)[7][8][9][10]
- The Innovators (2014)
- Leonardo da Vinci (2017) [Edición en castellano: Leonardo da Vinci. La Biografía. Barcelona, Editorial Debate, 2018]
- The Code Breaker: Jennifer Doudna, Gene Editing, and the Future of the Human Race. (Simon & Schuster, 2021) ISBN 978-1-9821-1585-2[11]
- Elon Musk (2023)